# Audes de León
Audes Leopoldo de León Flores (nacido el 26 de junio de 1979 en Chitré, Panamá) es un beisbolista y Mánager panameño que jugó en múltiples eventos internacionales, incluido el Clásico Mundial de Béisbol de 2006 y el Clásico Mundial de Béisbol de 2009. 

## Carrera

### San Francisco Giants
Jugó profesionalmente para los Gigantes de la Liga Dominicana de Verano en el sistema de los Gigantes de San Francisco en 1997, bateando .411.

### Como Mánager
De León se ha convertido en entrenador de equipos juveniles y mayores del béisbol panameños. Fue entrenador de tercera base de Panamá cuando ganaron la Medalla de Plata en los Juegos Centroamericanos de 2017.

## Selección nacional
En 2003, disputó la Copa Mundial de Béisbol, bateando .356 con cinco jonrones, 10 carreras anotadas y 16 carreras impulsadas en 10 juegos. Bateó .368 con nueve carreras y ocho carreras impulsadas en 11 juegos en la Copa Mundial de Béisbol de 2005 . En el Clásico Mundial de Béisbol de 2006, se fue sólo de 6-1 en el plato. Bateó .333 en el clasificatorio COPABE 2006 para los Juegos Olímpicos de 2008, sin embargo Panamá no pasó el corte. Durante los Juegos Centroamericanos y del Caribe de 2006, bateó .278 y lideró a Panamá con tres carreras en cinco juegos. En 10 turnos al bate durante los Juegos Panamericanos de 2007, de León bateó .600. Bateó .375 en la Copa Mundial de Béisbol de 2007, y en la Copa América de Béisbol de 2008 bateó sólo .126. Tuvo un turno al bate en el Clásico Mundial de Béisbol de 2009 . No consiguió un solo imparable.